# Incontinentie
Incontinentie is een aandoening waarbij de urine of ontlasting niet kan worden opgehouden. Men heeft dan de beheersing over de blaas of de beheersing over de sluitspier van de anus verloren.
Incontinentie wordt onderscheiden in twee vormen, te weten:
- urine-incontinentie;
- ontlastingincontinentie (fecale incontinentie, anale incontinentie).

Het niet kunnen beheersen van de sluitspier voor wat betreft opgehoopte lucht wordt wel flatusincontinentie genoemd.